# Championnats du monde d'athlétisme 2011
Navigation
Les 13es Championnats du monde d'athlétisme se sont déroulés du 27 août au 4 septembre 2011 à Daegu, en Corée du Sud. En anglais, le nom officiel de la compétition est : « 2011 IAAF World Championships ». Ce pays accueillait pour la première fois cet événement sportif organisé depuis 1983 par l'Association internationale des fédérations d'athlétisme (IAAF) et, pour cette édition, par la Fédération sud-coréenne d'athlétisme (KAAF). Deux autres éditions avaient déjà été disputées en Asie, mais pas encore sur le continent : Tōkyō en 1991 et Ōsaka en 2007.
Dans le stade de Daegu, quarante-deux compétitions, ainsi que deux compétitions particulières pour athlètes handicapés sur fauteuil roulant, ont pris place. Ce stade a déjà accueilli la Coupe du monde de football 2002 et les Universiades d'été de 2003. L'enceinte peut accueillir 66 422 spectateurs.
Au total, quarante-sept épreuves figurent au programme de ces championnats (24 masculines et 23 féminines). 199 pays sur les 212 nations membres de l'IAAF participent aux compétitions.
Une étude de l'université de Tubingen que l'IAAF n'a pas souhaité faire publier tendrait à prouver que 34 % des athlètes ayant participé à ces championnats auraient eu recours au dopage dans les douze mois précédents la compétition. La controverse éclate en août 2015.

## Organisation

### Sélection de la ville hôte
La ville de Daegu a été choisie par l'IAAF en raison notamment du montant qu'elle a été capable de réunir sur sa candidature. Neuf pays étaient candidats le 4 avril 2006 (Maroc, Corée du Sud, Émirats arabes unis, Espagne, Russie, Suède, Croatie et Australie). Au 1er décembre 2006, seules quatre villes restaient en lice : Brisbane, Daegu, Göteborg et Moscou. Göteborg renonce en raison d'un soutien financier insuffisant du gouvernement suédois. Le 27 mars 2007, à Mombasa (Kenya), l'IAAF retient la candidature de Daegu.

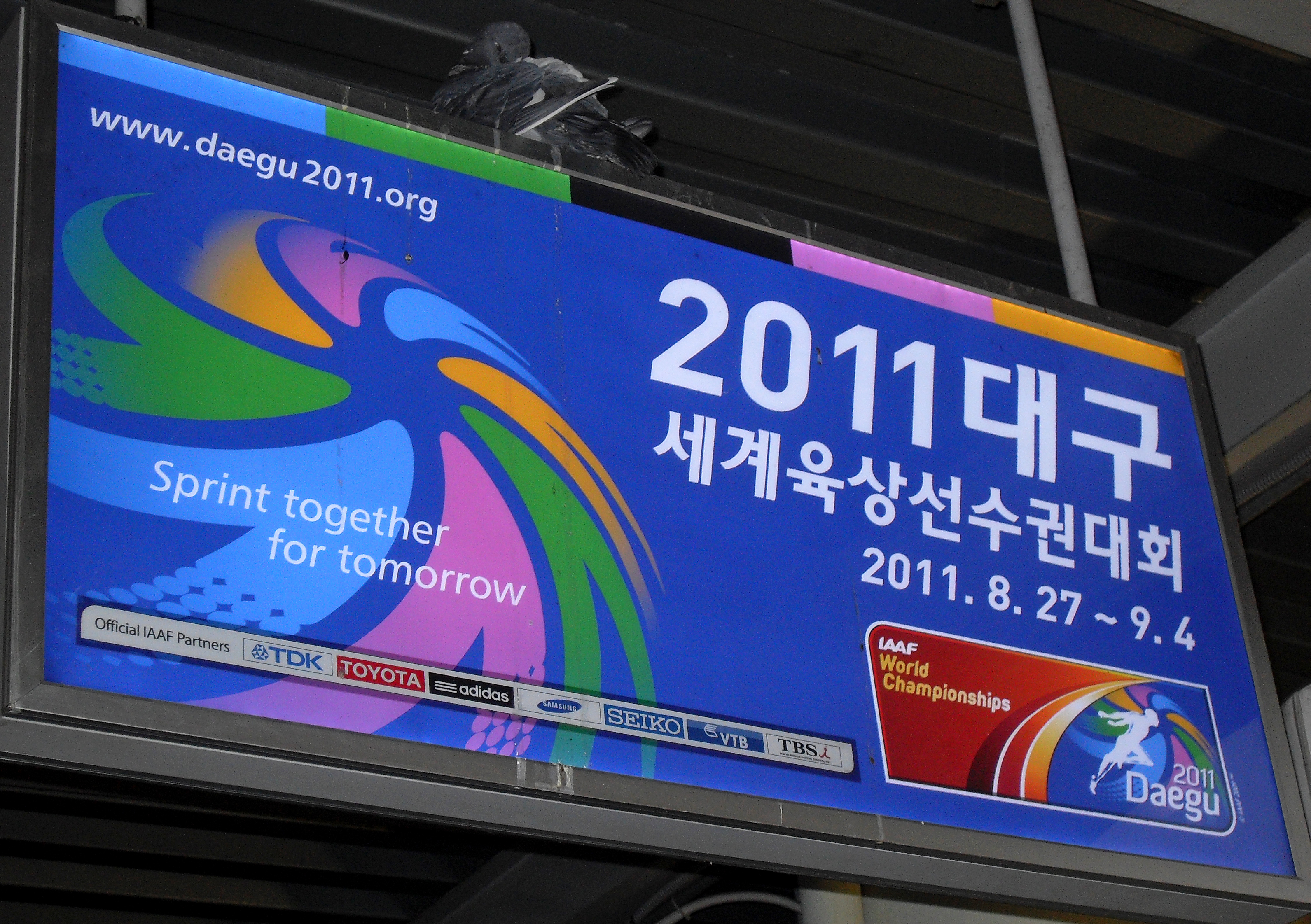
Affiche à la Dongdaegu Station

### Récompenses
Plus de 7 millions de dollars américains (USD) seront distribués aux finalistes (exactement 7 336 000 $), le gagnant de chaque épreuve individuelle empochant 60 000 $, le médaillé d'argent 30 000 $, le médaillé de bronze 20 000 $, les suivants jusqu'au 8e et dernier finaliste 4 000 $. Pour les relais, l'équipe gagnante reçoit 80 000 $ et ainsi de suite. La Coupe du monde de marathon, incluse au sein des Championnats, comporte 142 000 $ supplémentaires attribués aux équipes de 1 à 6. Enfin pour chaque record du monde battu, 100 000 $ sont prévus.
Le comité d'organisation a préparé 90 lots de médailles pour un total de 270. 88 lots sont donnés à l'IAAF et deux sont conservés par le comité local d'organisation. L'IAAF distribue 79 lots de médailles et en met de côté 9 au cas où (ex æquo, dopage…). 24 lots de médailles sont nécessaires pour les relais où tous les relayeurs, y compris les remplaçants, sont récompensés. Il en va de même pour les deux épreuves en fauteuil roulant et la Coupe du monde de marathon où cinq athlètes par équipe sont récompensés (10 lots sont nécessaires pour cette Coupe). Les médailles sont en red brass de dix centimètres de diamètre et de 6 mm d'épaisseur, 412 g chacune. Le red brass est un alliage de cuivre et de zinc (moins de 20 %). Les médailles d'or sont plaquées avec de l'or 24-carats. Le symbole Yin-Yang et le stade de Daegu sont gravés respectivement sur le recto et verso. Une fois les résultats d'une épreuve connus, elles sont gravées avec la date, l'épreuve, le nom de l'athlète et le pays au verso.

### Équipement du stade et sites de la compétition
La piste d'athlétisme en anneau synthétique de 400 m est couleur bleu clair, selon le code P85 de la société italienne Mondo du modèle « Sportflex Super X », fournisseur important depuis les Jeux de Montréal en 1976. Inaugurée le 17 septembre 2010, elle a coûté plus d'un million d'euros au comité d'organisation afin de remplacer l'ancien anneau en uréthane. La couleur, légèrement plus claire que celle de Berlin 2009, a été choisie en fonction du slogan officiel de la ville de Daegu, Colorful Daegu, d'où également le nom du Colorful Daegu Pre-Championships Meeting, couleur censée donner « un style rafraîchissant », « afin d'améliorer la concentration des athlètes, et de réduire la fatigue des yeux des téléspectateurs ».
Cinq compétitions se déroulent en centre-ville, contrairement à la tradition, y compris les cérémonies de récompense associées, très en dehors du stade de Daegu, avec un départ et une arrivée au Gukchae-bosang Memorial Park (celles du marathon et de la marche).

### Calendrier
| S | Séries | Q | Qualifications | ½ | Demi-finales | F | Finales |

| Date →           | 27 août | 27 août | 28 août | 28 août | 28 août | 29 août | 29 août | 29 août | 30 août | 30 août | 31 août | 31 août | 1 sept. | 1 sept. | 2 sept. | 2 sept. | 3 sept. | 3 sept. | 4 sept. | 4 sept. | 4 sept. |
| Événement ↓      | M       | A       | M       | A       | A       | M       | A       | A       | M       | A       | M       | A       | M       | A       | M       | A       | M       | A       | M       | A       | A       |
| ---------------- | ------- | ------- | ------- | ------- | ------- | ------- | ------- | ------- | ------- | ------- | ------- | ------- | ------- | ------- | ------- | ------- | ------- | ------- | ------- | ------- | ------- |
| 100 m            | Q       | S       |         | ½       | F       |         |         |         |         |         |         |         |         |         |         |         |         |         |         |         |         |
| 200 m            |         |         |         |         |         |         |         |         |         |         |         |         |         |         | S       | ½       |         | F       |         |         |         |
| 400 m            |         |         | S       |         |         |         | ½       | ½       |         | F       |         |         |         |         |         |         |         |         |         |         |         |
| 800 m            | S       |         |         | ½       | ½       |         |         |         |         | F       |         |         |         |         |         |         |         |         |         |         |         |
| 1 500 m          |         |         |         |         |         |         |         |         | S       |         |         |         |         | ½       |         |         |         | F       |         |         |         |
| 5 000 m          |         |         |         |         |         |         |         |         |         |         |         |         | S       |         |         |         |         |         |         | F       | F       |
| 10 000 m         |         |         |         | F       | F       |         |         |         |         |         |         |         |         |         |         |         |         |         |         |         |         |
| Marathon         |         |         |         |         |         |         |         |         |         |         |         |         |         |         |         |         |         |         | F       |         |         |
| 110 m Haies      |         |         | S       |         |         |         | ½       | F       |         |         |         |         |         |         |         |         |         |         |         |         |         |
| 400 m haies      |         |         |         |         |         | S       |         |         |         | ½       |         |         |         | F       |         |         |         |         |         |         |         |
| 3 000 m steeple  |         |         |         |         |         | S       |         |         |         |         |         |         |         | F       |         |         |         |         |         |         |         |
| Relais 4 × 100 m |         |         |         |         |         |         |         |         |         |         |         |         |         |         |         |         |         |         |         | S       | F       |
| Relais 4 × 400 m |         |         |         |         |         |         |         |         |         |         |         |         | S       |         |         | F       |         |         |         |         |         |
| 20 km marche     |         |         | F       |         |         |         |         |         |         |         |         |         |         |         |         |         |         |         |         |         |         |
| 50 km marche     |         |         |         |         |         |         |         |         |         |         |         |         |         |         |         |         | F       |         |         |         |         |
| Longueur         |         |         |         |         |         |         |         |         |         |         |         |         | Q       |         |         | F       |         |         |         |         |         |
| Triple           |         |         |         |         |         |         |         |         |         |         |         |         |         |         | Q       |         |         |         |         | F       | F       |
| Hauteur          |         |         |         |         |         |         |         |         | Q       |         |         |         |         | F       |         |         |         |         |         |         |         |
| Perche           | Q       |         |         |         |         |         | F       | F       |         |         |         |         |         |         |         |         |         |         |         |         |         |
| Poids            |         |         |         |         |         |         |         |         |         |         |         |         | Q       |         |         | F       |         |         |         |         |         |
| Disque           |         |         |         |         |         | Q       |         |         |         | F       |         |         |         |         |         |         |         |         |         |         |         |
| Marteau          |         | Q       |         |         |         |         | F       | F       |         |         |         |         |         |         |         |         |         |         |         |         |         |
| Javelot          |         |         |         |         |         |         |         |         |         |         |         |         |         | Q       |         |         |         | F       |         |         |         |
| Décathlon        | F       | F       | F       | F       | F       |         |         |         |         |         |         |         |         |         |         |         |         |         |         |         |         |

| Date →           | 27 août | 27 août | 28 août | 28 août | 29 août | 29 août | 29 août | 30 août | 30 août | 31 août | 31 août | 1 sept. | 1 sept. | 2 sept. | 2 sept. | 3 sept. | 3 sept. | 3 sept. | 4 sept. | 4 sept. | 4 sept. |
| Événement ↓      | M       | A       | M       | A       | M       | A       | A       | M       | A       | M       | A       | M       | A       | M       | A       | M       | A       | A       | M       | A       | A       |
| ---------------- | ------- | ------- | ------- | ------- | ------- | ------- | ------- | ------- | ------- | ------- | ------- | ------- | ------- | ------- | ------- | ------- | ------- | ------- | ------- | ------- | ------- |
| 100 m            | Q       |         | S       |         |         | ½       | F       |         |         |         |         |         |         |         |         |         |         |         |         |         |         |
| 200 m            |         |         |         |         |         |         |         |         |         |         |         | S       | ½       |         | F       |         |         |         |         |         |         |
| 400 m            |         | S       |         | ½       |         | F       | F       |         |         |         |         |         |         |         |         |         |         |         |         |         |         |
| 800 m            |         |         |         |         |         |         |         |         |         |         |         | S       |         |         | ½       |         |         |         |         | F       | F       |
| 1 500 m          |         |         | S       |         |         |         |         |         | ½       |         |         |         | F       |         |         |         |         |         |         |         |         |
| 5 000 m          |         |         |         |         |         |         |         | S       |         |         |         |         |         |         | F       |         |         |         |         |         |         |
| 10 000 m         |         | F       |         |         |         |         |         |         |         |         |         |         |         |         |         |         |         |         |         |         |         |
| Marathon         | F       |         |         |         |         |         |         |         |         |         |         |         |         |         |         |         |         |         |         |         |         |
| 100 m haies      |         |         |         |         |         |         |         |         |         |         |         |         |         | S       |         |         | ½       | F       |         |         |         |
| 400 m haies      |         |         |         |         | S       |         |         |         | ½       |         |         |         | F       |         |         |         |         |         |         |         |         |
| 3 000 m steeple  | S       |         |         |         |         |         |         |         | F       |         |         |         |         |         |         |         |         |         |         |         |         |
| Relais 4 × 100 m |         |         |         |         |         |         |         |         |         |         |         |         |         |         |         |         |         |         |         | S       | F       |
| Relais 4 × 400 m |         |         |         |         |         |         |         |         |         |         |         |         |         | S       |         |         | F       | F       |         |         |         |
| 20 km marche     |         |         |         |         |         |         |         |         |         | F       |         |         |         |         |         |         |         |         |         |         |         |
| -                |         |         |         |         |         |         |         |         |         |         |         |         |         |         |         |         |         |         |         |         |         |
| Longueur         |         | Q       |         | F       |         |         |         |         |         |         |         |         |         |         |         |         |         |         |         |         |         |
| Triple           |         |         |         |         |         |         |         | Q       |         |         |         |         | F       |         |         |         |         |         |         |         |         |
| Hauteur          |         |         |         |         |         |         |         |         |         |         |         | Q       |         |         |         |         | F       | F       |         |         |         |
| Perche           |         |         | Q       |         |         |         |         |         | F       |         |         |         |         |         |         |         |         |         |         |         |         |
| Poids            |         |         | Q       |         |         | F       | F       |         |         |         |         |         |         |         |         |         |         |         |         |         |         |
| Disque           | Q       |         |         | F       |         |         |         |         |         |         |         |         |         |         |         |         |         |         |         |         |         |
| Marteau          |         |         |         |         |         |         |         |         |         |         |         |         |         | Q       |         |         |         |         |         | F       | F       |
| Javelot          |         |         |         |         |         |         |         |         |         |         |         | Q       |         |         | F       |         |         |         |         |         |         |
| Heptathlon       |         |         |         |         | F       | F       | F       | F       | F       |         |         |         |         |         |         |         |         |         |         |         |         |

## Participants

### Minima de qualifications
Les marques suivantes représentent les minima de qualification, dits « A » et « B », pour ces Championnats du monde d'athlétisme. Chaque pays peut engager un maximum de quatre athlètes ayant atteint ces minima pendant la période de qualification entre le 1er octobre 2010 (1er janvier 2010 pour le 10 000 m, le marathon — où ce chiffre est porté à cinq —, les épreuves combinées, la marche) et le 15 août 2011 (minuit, heure de Monaco). En revanche, seuls trois athlètes peuvent concourir dans les différentes autres compétitions, exceptions faites des relais dans lesquels six athlètes par nations sont engagés dont obligatoirement tous ceux qui participent à leur épreuve individuelle (100 ou 400 m). De même les anciens champions du monde (ceux de 2009) ne comptent pas dans le contingent de la fédération participante — qui peut donc dans certains cas, faire participer jusqu'à quatre athlètes par épreuve. Dans le cas où aucun athlète n'aurait atteint les minima A, une fédération peut engager un maximum de deux athlètes ayant réussi les minima B. Dans le cas d'une fédération sans aucun minima, deux athlètes, un homme et une femme, peuvent être engagés avec toutefois des restrictions pour certaines épreuves techniques. Les athlètes sacrés champions du monde en 2009 (en titre, portant pour les distinguer un dossard doré) bénéficient automatiquement d'une invitation particulière de la part de l'IAAF et ne doivent pas affronter des épreuves de sélection nationale. De même, les athlètes ayant remporté une médaille d'or lors d'un championnat continental se voient également accorder un droit d'inscription afin de participer aux Mondiaux, même s'ils n'ont pas pu réaliser les minima demandés.
| Discipline        | Hommes          | Hommes         | Femmes         | Femmes         |
| Discipline        | Hommes A        | Hommes B       | Femmes A       | Femmes B       |
| ----------------- | --------------- | -------------- | -------------- | -------------- |
| 100 m             | 10 s 18         | 10 s 25        | 11 s 29        | 11 s 38        |
| 200 m             | 20 s 60         | 20 s 70        | 23 s 00        | 23 s 30        |
| 400 m             | 45 s 25         | 45 s 70        | 51 s 50        | 52 s 30        |
| 800 m             | 1 min 45 s 40   | 1 min 46 s 60  | 1 min 59 s 80  | 2 min 00 s 30  |
| 1 500 m           | 3 min 35 s 00   | 3 min 38 s 00  | 4 min 05 s 90  | 4 min 08 s 90  |
| 5 000 m           | 13 min 20 s 00  | 13 min 27 s 00 | 15 min 14 s 00 | 15 min 25 s 00 |
| 10 000 m          | 27 min 40 s 00  | 28 min 00 s 00 | 31 min 45 s 00 | 32 min 00 s 00 |
| Marathon          | 2 h 17 min 00   | 2 h 17 min 00  | 2 h 43 min 00  | 2 h 43 min 00  |
| 100 m haies       | -               | -              | 12 s 96        | 13 s 15        |
| 110 m haies       | 13 s 52         | 13 s 60        | -              | -              |
| 400 m haies       | 49 s 40         | 49 s 80        | 55 s 40        | 56 s 55        |
| 3 000 m steeple   | 8 min 23 s 10   | 8 min 32 s 00  | 9 min 43 s 00  | 9 min 50 s 00  |
| Relais 4 × 100 m  | 39 s 20         | 39 s 20        | 44 s 00        | 44 s 00        |
| Relais 4 × 400 m  | 3 min 04 s 00   | 3 min 04 s 00  | 3 min 32 s 00  | 3 min 32 s 00  |
| 20 km marche      | 1 h 22 min 30 s | 1 h 24 min 20  | 1 h 33 min 30  | 1 h 38 min 00  |
| 50 km marche      | 3 h 58 min 00 s | 4 h 09 s 00    | -              | -              |
| Saut en longueur  | 8,20 m          | 8,10 m         | 6,75 m         | 6,65 m         |
| Triple saut       | 17,20 m         | 16,85 m        | 14,30 m        | 14,10 m        |
| Saut en hauteur   | 2,31 m          | 2,28 m         | 1,95 m         | 1,92 m         |
| Saut à la perche  | 5,72 m          | 5,60 m         | 4,50 m         | 4,40 m         |
| Lancer du poids   | 20,50 m         | 20,00 m        | 18,30 m        | 17,30 m        |
| Lancer du disque  | 65,00 m         | 63,00 m        | 62,00 m        | 59,50 m        |
| Lancer du marteau | 78,00 m         | 74,00 m        | 71,50 m        | 69,00 m        |
| Lancer du javelot | 82,00 m         | 79,50 m        | 61,00 m        | 59,00 m        |
| Heptathlon        | -               | -              | 6 150 pts      | 5 950 pts      |
| Décathlon         | 8 200 pts       | 8 000 pts      | -              | -              |

### Nations participantes
En mai 2011, sur les 212 membres de l'IAAF, 201 fédérations avaient déclaré leur intention d'envoyer une délégation à Daegu. Une équipe s'est ajoutée par la suite, le Népal, à la dernière minute. Parmi les rares pays à boycotter figure la Corée du Nord. D'autres pays ne participent pas comme la Libye en raison de la guerre civile en cours, la Géorgie qui a envoyé uniquement une délégation officielle, sans athlètes, ou la Jordanie. D'autres fédérations qui n'étaient pas présentes à Berlin 2009 sont présentes cette fois-ci : Guam, la Guinée-Bissau, le Mali et le Timor oriental. Aruba participe à nouveau en tant que telle étant donné la disparition de l'équipe des Antilles néerlandaises dont la plupart des athlètes ont rejoint l'équipe des Pays-Bas.
En matière d'engagés, les États-Unis ont toujours la part du lion, avec 155 inscrits (160 en 2009), bien devant l'Allemagne (78, 7 de moins que chez elle) qui fait presque jeu égal avec la Russie 83 (106 en 2009), et ensuite le Royaume-Uni 69 (51 en 2009) tandis que la Corée du Sud les suit d'assez près avec un total de 63 athlètes engagés et l'augmentation la plus spectaculaire (seulement 19 en 2009). L'Ukraine avec 57, le Japon 52, la Jamaïque 51 sont devant l'Espagne (49), le Kenya (48) et l'Australie (47). La France suit avec 46 devant la Pologne 43, l'Éthiopie 42 ou encore l'Italie 33.
L'épreuve du 100 mètres (masculin et féminin) est celle qui réunit le plus d'inscrits (80 et 79 respectivement) suivie par celle le marathon (70 et 59) mais cette dernière épreuve est concomitante avec une Coupe du monde et permet, de ce fait, d'engager davantage que trois athlètes par nation. C'est sur 10 000 m, avec finale directe, que les inscrits sont le moins nombreux (25 et 22). Les relais 4 × 100 m comportent 23 équipes masculines et 21 féminines tandis que les 4 × 400 m en comportent 16 masculines et 20 féminines.
Comme en 2009 à Berlin, où c'était un Gilbertin qui était lui aussi engagé sur 100 m, c'est une Gilbertine qui est l'athlète la plus jeune : Kabotaake Romeri vient de fêter son 16e anniversaire le 5 août dernier tandis que l'athlète la plus ancienne est encore une fois une femme, l'Américaine Teresa Vaill, née le 20 novembre 1962, inscrite sur le 20 km marche qui participe pour la sixième fois aux Championnats du monde. C'est une autre marcheuse, la Portugaise Susana Feitor qui va battre le record de onze participations consécutives à ces championnats. Pour les hommes, c'est le capitaine italien, Nicola Vizzoni qui entame quant à lui à ses huitièmes championnats consécutifs où il sera finaliste.
Ci-dessous figure, par pays, la liste des athlètes sélectionnés et leur performance lors de la compétition. Le nombre d'engagés est indiqué entre parenthèses.
| Liste des 202 nations participantes | Liste des 202 nations participantes | Liste des 202 nations participantes | Liste des 202 nations participantes |
| --- | --- | --- | --- |
| - Afghanistan (1) - Afrique du Sud (33) - Albanie (1) - Algérie (10) - Angola (2) - Anguilla (1) - Antigue (2) - Allemagne (78) - Arabie saoudite (11) - Argentine (6) - Arménie (2) - Aruba (2) - Australie (47) - Autriche (4) - Azerbaïdjan (1) - Bahamas (18) - Bahreïn (13) - Bangladesh (1) - Barbade (4) - Belgique (11) - Belize (2) - Bénin (2) - Bermudes (1) - Bhoutan (1) - Biélorussie (23) - Birmanie (2) - Bolivie (2) - Bosnie-et-H. (2) - Botswana (3) - Brésil (31) - Bruneï (1) - Bulgarie (7) - Burkina Faso (2) - Burundi (2) - îles Caïmans (1) - Cambodge (1) - Cameroun (2) - Canada (34) - Cap-Vert (1) - Chili (3) - Chypre (2) - Chine (58) - Colombie (21) - Comores (1) - Congo (1) - îles Cook (1) - Costa Rica (2) - Côte d'Ivoire (3) - Corée du Sud (63) - Croatie (6) - Cuba (31) | - Danemark (6) - Djibouti (2) - Dominique (1) - Égypte (5) - Émirats arabes unis (2) - Équateur (7) - Érythrée (9) - Espagne (49) - Estonie (10) - États-Unis (155) - Éthiopie (42) - îles Fidji (1) - Finlande (17) - France (46) - Gabon (2) - Gambie (2) - Ghana (7) - Gibraltar (1) - Grèce (12) - Grenade (3) - Guam (2) - Guatemala (2) - Guinée (2) - Guinée-Bissau (2) - Guinée équatoriale (2) - Guyana (1) - Haïti (3) - Honduras (2) - Hong Kong (2) - Hongrie (14) - Inde (8) - Indonésie (2) - Iran (7) - Irak (2) - Irlande (17) - Islande (2) - Israël (5) - Italie (33) - Jamaïque (51) - Japon (52) - Kazakhstan (14) - Kirghizistan (2) - Kenya (48) - Kiribati (2) - Koweït (1) - Laos (2) - Lesotho (2) - Lettonie (15) - Liban (1) - Liberia (2) - Lituanie (15) | - Macao (1) - Macédoine (1) - Madagascar (1) - Malaisie (2) - Malawi (2) - Maldives (2) - Mali (2) - Malte (2) - îles Mariannes du Nord (2) - Maroc (19) - îles Marshall (1) - Maurice (2) - Mauritanie (2) - Mexique (10) - Micronésie (2) - Moldavie (3) - Monaco (1) - Mongolie (2) - Monténégro (2) - Mozambique (2) - Namibie (2) - Nauru (2) - Népal (1) - Nicaragua (2) - Niger (2) - Nigeria (14) - Norvège (16) - Nouvelle-Zélande (8) - Oman (1) - Ouganda (14) - Ouzbékistan (7) - Pakistan (1) - Palaos (2) - Palestine (1) - Papouasie-Nouvelle-Guinée (2) - Panama (2) - Paraguay (1) - Pays-Bas (20) - Pérou (5) - Philippines (2) - Pologne (43) - Polynésie française (1) - Porto Rico (8) - Portugal (25) - Qatar (4) - R. D. du Congo (2) - République centrafricaine (1) - République dominicaine (4) - République tchèque (21) - Roumanie (8) - Royaume-Uni (69) | - Russie (83) - Rwanda (2) - îles Salomon (2) - Saint-Christophe-et-Niévès (5) - Saint-Marin (2) - Sainte-Lucie (2) - Saint-Vincent (2) - Salvador (2) - Samoa (1) - Samoa américaines (2) - Sao Tomé (2) - Sénégal (2) - Serbie (9) - Seychelles (2) - Sierra Leone (2) - Singapour (2) - Slovaquie (8) - Slovénie (10) - Somalie (1) - Soudan (3) - Sri Lanka (2) - Suède (17) - Suisse (19) - Suriname (2) - Swaziland (2) - Syrie (1) - Tadjiskistan (2) - Taipei (8) - Tanzanie (1) - Thaïlande (8) - Tchad (2) - Timor oriental (1) - Togo (1) - Tonga (2) - Trinité-et-Tobago (19) - Tunisie (5) - Turkménistan (2) - îles Turques-et-Caïques (1) - Turquie (21) - Tuvalu (2) - Ukraine (57) - Uruguay (2) - Vanuatu (2) - Venezuela (3) - îles Vierges (3) - îles Vierges britanniques (1) - Viêt Nam (1) - Yémen (2) - Zambie (3) - Zimbabwe (4) |

## Compétition

### Faits marquants

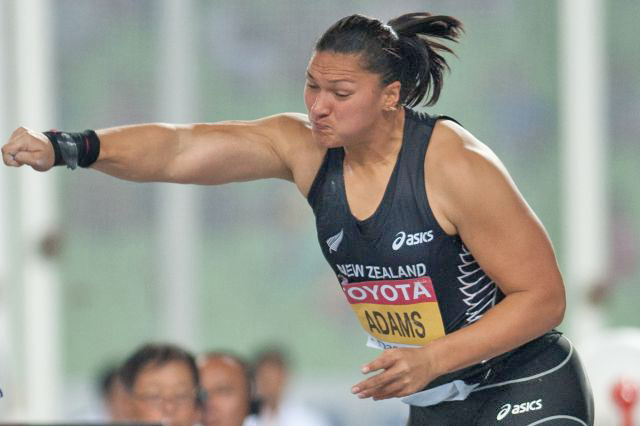
Valerie Adams remporte à Daegu son troisième titre mondial consécutif.

Onze athlètes seulement conservent le titre mondial remporté en individuel à Berlin : les Américains Dwight Phillips et Brittney Reese (saut en longueur), ainsi que Trey Hardee (décathlon), les Russes Valeriy Borchin (successivement disqualifié en 2015) et Olga Kaniskina en marche, l'Allemand Robert Harting (lancer du disque), la Néo-Zélandaise Valerie Adams qui signe sa troisième victoire consécutive au lancer du poids, le Jamaïcain Usain Bolt sur 200 m, ainsi que les Kényans Abel Kirui (en marathon), Ezekiel Kemboi (3 000 m steeple) et Vivian Cheruiyot. Par ailleurs à Daegu, Cheruiyot est la seule double championne en individuel (doublé  5 000 - 10 000 m). Usain Bolt et Yohan Blake remportent eux aussi un deuxième titre mondial grâce au relais 4 × 100 m, tandis que Carmelita Jeter fait de même chez les féminines. En outre, le relais 4 × 100 m jamaïcain (Usain Bolt, Yohan Blake, Nesta Carter et Michael Frater) bat le seul record du monde de ces championnats en réalisant 37 s 04, en effaçant son propre record. En montant sur la plus haute marche du podium, deux fois consécutivement, lors des deux dernières cérémonies du dernier jour des championnats, malgré son faux départ en finale du 100 m.
Avec quatre nouvelles médailles aux Championnats du monde (le bronze sur 200 m, l'argent sur 400 m et l'or des deux relais), l'Américaine Allyson Felix devient l'athlète la plus médaillée de l'histoire de la compétition, avec un total de dix médailles (huit en or, une en argent et une en bronze), rejoignant ainsi au palmarès son compatriote Carl Lewis.

### Podiums

#### Hommes
| Épreuves                             | Or | Argent | Bronze |
| ------------------------------------ | --- | --- | --- |
| 100 m Détails, Vent : -1,4 m/s       | Yohan Blake 9 s 92 (SB) | Walter Dix 10 s 08 | Kim Collins 10 s 09 |
| 200 m Détails, Vent : +0,8 m/s       | Usain Bolt 19 s 40 (WL) | Walter Dix 19 s 70 (SB) | Christophe Lemaitre 19 s 80 (NR)                                                                                                 |
| 400 m Détails                        | Kirani James 44 s 60 (PB) | LaShawn Merritt 44 s 63 | Kévin Borlée 44 s 90 |
| 800 m Détails                        | David Rudisha 1 min 43 s 91 | Abubaker Kaki 1 min 44 s 41 | Yuriy Borzakovskiy 1 min 44 s 49                                                                                                 |
| 1 500 m Détails                      | Asbel Kiprop 3 min 35 s 69 | Silas Kiplagat 3 min 35 s 92 | Matthew Centrowitz 3 min 36 s 08                                                                                                 |
| 5 000 m Détails                      | Mohammed Farah 13 min 23 s 36 | Bernard Lagat 13 min 23 s 64 | Dejen Gebremeskel 13 min 23 s 92                                                                                                 |
| 10 000 m Détails                     | Ibrahim Jeilan 27 min 13 s 81 | Mohammed Farah 27 min 14 s 07 | Imane Merga 27 min 19 s 14 |
| Marathon Détails                     | Abel Kirui 2 h 07 min 38 s (SB) | Vincent Kipruto 2 h 10 min 06 s | Feyisa Lilesa 2 h 10 min 32 s (SB)                                                                                               |
| 20 km marche Détails                 | Luis López 1 h 20 min 38 s (SB) | Wang Zhen 1 h 20 min 54 s | Kim Hyun-sub 1 h 21 min 17 s |
| 50 km marche Détails                 | Denis Nizhegorodov 3 h 42 min 45 (SB) | Jared Tallent 3 h 43 min 36 (SB)                                                                                                   | Si Tianfeng 3 h 44 min 40 |
| 110 m haies Détails, Vent : -1,6 m/s | Jason Richardson 13 s 16 | Liu Xiang 13 s 27 | Andrew Turner 13 s 44 |
| 400 m haies Détails                  | David Greene 48 s 26 | Javier Culson 48 s 44 | L. J. van Zyl 48 s 80 |
| 3 000 m steeple Détails              | Ezekiel Kemboi 8 min 14 s 85 | Brimin Kipruto 8 min 16 s 05 | Mahiedine Mekhissi-Benabbad 8 min 16 s 09                                                                                        |
| 4 × 100 m Détails                    | Jamaïque Nesta Carter Michael Frater Yohan Blake Usain Bolt 37 s 04 (WR) Participation aux séries : Dexter Lee                              | France Teddy Tinmar Christophe Lemaitre Yannick Lesourd Jimmy Vicaut 38 s 20 (SB)                                                  | Saint-Christophe-et-Niévès Jason Rogers Kim Collins Antoine Adams Brijesh Lawrence 38 s 49                                       |
| 4 × 400 m Détails                    | États-Unis Greg Nixon Bershawn Jackson Angelo Taylor LaShawn Merritt 2 min 59 s 31 Participation aux séries : Jamaal Torrance Michael Berry | Afrique du Sud Shane Victor Ofentse Mogawane Willem de Beer L. J. van Zyl 2 min 59 s 87 Participation aux séries : Oscar Pistorius | Jamaïque Allodin Fothergill Jermaine Gonzales Ryker Hylton Leford Green 3 min 00 s 10 Participation aux séries : Lansford Spence |
| Saut en hauteur Détails              | Jesse Williams 2,35 m | Aleksey Dmitrik 2,35 m | Trevor Barry 2,32 m (PB) |
| Saut à la perche Détails             | Paweł Wojciechowski 5,90 m (WL, PB) | Lázaro Borges 5,90 m (WL, NR) | Renaud Lavillenie 5,85 m |
| Saut en longueur Détails             | Dwight Phillips 8,45 m (SB) | Mitchell Watt 8,33 m | Ngonidzashe Makusha 8,29 m |
| Triple saut Détails                  | Christian Taylor 17,96 m (WL) | Phillips Idowu 17,77 m (SB) | Will Claye 17,50 m (PB) |
| Lancer du poids Détails              | David Storl 21,78 m (PB) | Dylan Armstrong 21,64 m | Christian Cantwell 21,36 m |
| Lancer du disque Détails             | Robert Harting 68,97 m | Gerd Kanter 66,95 m | Ehsan Hadadi 66,08 m (SB) |
| Lancer du marteau Détails            | Kōji Murofushi 81,24 m (SB) | Krisztián Pars 81,18 m (SB) | Primož Kozmus 79,39 m (SB) |
| Lancer du javelot Détails            | Matthias de Zordo 86,27 m (SB) | Andreas Thorkildsen 84,78 m | Guillermo Martínez 84,30 m |
| Décathlon Détails                    | Trey Hardee 8 607 pts | Ashton Eaton 8 505 pts | Leonel Suárez 8 501 pts |

#### Femmes
| Épreuves                       | Or | Argent | Bronze                                                                                                  |
| ------------------------------ | --- | --- | --- |
| 100 m Détails, Vent : -1,4 m/s | Carmelita Jeter 10 s 90 | Veronica Campbell 10 s 97 | Kelly-Ann Baptiste 10 s 98                                                                              |
| 200 m Détails, Vent : 1 m/s    | Veronica Campbell 22 s 22 (SB) | Carmelita Jeter 22 s 37 | Allyson Felix 22 s 42                                                                                   |
| 400 m Détails                  | Amantle Montsho 49 s 56 (NR) | Allyson Felix 49 s 59 (PB) | Francena McCorory 50 s 45                                                                               |
| 800 m Détails                  | Caster Semenya 1 min 56 s 35 (SB) | Janeth Jepkosgei 1 min 57 s 42 (SB) | Alysia Johnson Montano 1 min 57 s 48 (SB)                                                               |
| 1 500 m Détails                | Jennifer Barringer 4 min 05 s 40 | Hannah England 4 min 05 s 68 | Natalia Rodríguez 4 min 05 s 87                                                                         |
| 5 000 m Détails                | Vivian Cheruiyot 14 min 55 s 38 | Sylvia Kibet 14 min 56 s 21 | Meseret Defar 14 min 56 s 94                                                                            |
| 10 000 m Détails               | Vivian Cheruiyot 30 min 48 s 98 (PB) | Sally Kipyego 30 min 50 s 04 | Linet Masai 30 min 53 s 59 (SB)                                                                         |
| Marathon Détails               | Edna Kiplagat 2 h 28 min 43 s | Priscah Jeptoo 2 h 29 min 00 s | Sharon Cherop 2 h 29 min 14 s (SB)                                                                      |
| 20 km marche Détails           | Liu Hong 1 h 30 min 00 s | Elisa Rigaudo 1 h 30 min 44 s (SB) | Qieyang Shenjie 1 h                                                                                     |
| 100 m haies Détails, Vent :    | Sally Pearson 12 s 28 (WL, AR, CR) | Danielle Carruthers 12 s 47 (PB) | Dawn Harper 12 s 47 (PB)                                                                                |
| 400 m haies Détails            | Lashinda Demus 52 s 47 (WL, NR) | Melaine Walker 52 s 73 (SB) | Natalya Antyukh 53 s 85                                                                                 |
| 3 000 m steeple Détails        | Habiba Ghribi 9 min 11 s 97 (NR) | Milcah Cheywa 9 min 17 s 16 | Mercy Njoroge 9 min 17 s 88                                                                             |
| 4 × 100 m Détails              | États-Unis Bianca Knight Allyson Felix Marshevet Myers Carmelita Jeter 41 s 56 (WL) Participation aux séries : Shalonda Solomon Alexandria Anderson      | Jamaïque Shelly-Ann Fraser-Pryce Kerron Stewart Sherone Simpson Veronica Campbell-Brown 41 s 70 (NR) Participation aux séries : Jura Levy                       | Ukraine Olesya Povh Nataliya Pohrebnyak Mariya Ryemyen Hrystyna Stuy 42 s 51 (SB)                       |
| 4 × 400 m Détails              | États-Unis Sanya Richards-Ross Allyson Felix Jessica Beard Francena McCorory 3 min 18 s 09 (WL) Participation aux séries : Natasha Hastings Keshia Baker | Jamaïque Rosemarie Whyte Davita Prendergast Novlene Williams-Mills Shericka Williams 3 min 18 s 71 (NR) Participation aux séries : Shereefa Lloyd Patricia Hall | Grande-Bretagne Perri Shakes-Drayton Nicola Sanders Christine Ohuruogu Lee McConnell 3 min 23 s 63 (SB) |
| Saut en hauteur Détails        | Anna Chicherova 2,03 m | Blanka Vlašić 2,03 m (SB) | Antonietta Di Martino 2,00 m (SB)                                                                       |
| Saut à la perche Détails       | Fabiana Murer 4,85 m (AR) | Martina Strutz 4,80 m (NR) | Svetlana Feofanova 4,75 m (SB)                                                                          |
| Saut en longueur Détails       | Brittney Reese 6,82 m | Ineta Radēviča 6,76 m (SB) | Nastassia Mironchyk-Ivanova 6,74 m                                                                      |
| Triple saut Détails            | Olha Saladuha 14,94 m | Olga Rypakova 14,89 m | Caterine Ibargüen 14,84 m                                                                               |
| Lancer du poids Détails        | Valerie Adams 21,24 m (CR) | Jillian Camarena 20,02 m | Gong Lijiao 19,97 m                                                                                     |
| Lancer du disque Détails       | Li Yanfeng 66,52 m | Nadine Müller 65,97 m | Yarelys Barrios 65,73 m (SB)                                                                            |
| Lancer du marteau Détails      | Tatyana Lysenko 77,13 m (SB) | Betty Heidler 76,06 m | Zhang Wenxiu 75,03 m                                                                                    |
| Lancer du javelot Détails      | Barbora Špotáková 71,58 m (SB) | Sunette Viljoen 68,38 m (AR) | Christina Obergföll                                                                                     |
| Heptathlon Détails             | Jessica Ennis 6 751 pts | Jennifer Oeser 6 572 pts | Karolina Tymińska 6 544 pts (PB)                                                                        |

### Tableau des médailles
Le tableau ci-après présente uniquement les dix meilleures nations au classement des médailles par pays. Le classement complet et le détail par place de finaliste sont indiqués dans l'article détaillé.
La nation hôte ne remporte aucune médaille et doit se contenter de deux finalistes.
| Rang | Nation         | Or | Argent | Bronze | Total |
| ---- | -------------- | -- | ------ | ------ | ----- |
| 1    | États-Unis     | 12 | 9      | 7      | 28    |
| 2    | Kenya          | 7  | 8      | 3      | 18    |
| 3    | Jamaïque       | 4  | 4      | 1      | 9     |
| 4    | Allemagne      | 3  | 4      | 1      | 8     |
| 5    | Royaume-Uni    | 3  | 3      | 2      | 8     |
| 6    | Russie         | 3  | 1      | 3      | 7     |
| 7    | Chine          | 2  | 2      | 4      | 8     |
| 8    | Afrique du Sud | 1  | 2      | 1      | 4     |
| 9    | Australie      | 1  | 2      | 0      | 3     |
| 10   | Éthiopie       | 1  | 0      | 4      | 5     |

## Records
D'assez nombreux records sont établis lors de ces 13es Championnats : un record du monde, quatre records continentaux, deux records des championnats du monde et 41 records nationaux. Par ailleurs, dix-sept meilleures performances mondiales de l'année sont améliorées à cette occasion.

### Records du monde
Le seul record du monde est établi par l'équipe masculine représentant la Jamaïque au relais 4 × 100 m (dans l'ordre de passage : Nesta Carter, Michael Frater, Yohan Blake et Usain Bolt). Elle réalise le temps de 37 s 04 en finale, améliorant de six centièmes de seconde son propre record qu'elle détenait depuis les Jeux olympiques de 2008.
| Date             | Épreuve                   | Nouveau record | Nouveau record    | Ancien record | Ancien record | Ancien record |
| ---------------- | ------------------------- | -------------- | ----------------- | ------------- | ------------- | ------------- |
| Date             | Épreuve                   | Athlète        | Performance       | Athlète       | Performance   | Date          |
| 4 septembre 2011 | Relais 4 × 100 m masculin | Jamaïque       | 37 s 04 en finale | Jamaïque      | 37 s 10       | 22 août 2008  |

### Records continentaux
| Date             | Épreuve                  | Nouveau record  | Nouveau record | Ancien record   | Ancien record | Ancien record   |
| ---------------- | ------------------------ | --------------- | -------------- | --------------- | ------------- | --------------- |
| Date             | Épreuve                  | Athlète         | Performance    | Athlète         | Performance   | Date            |
| 30 août 2011     | Saut à la perche femmes  | Fabiana Murer   | 4,85 m (égalé) | Fabiana Murer   | 4,85 m        | 4 juin 2010     |
| 2 septembre 2011 | Lancer du javelot femmes | Sunette Viljoen | 68,38 m        | Sunette Viljoen | 66,47 m       | 2011            |
| 3 septembre 2011 | 50 km marche             | Andrés Chocho   | 3 h 49 s 32    | Xavier Moreno   | 3 h 52 s 07   | 28 juillet 2007 |
| 4 septembre 2011 | Relais 4 × 100 m femmes  | Brésil          | 42 s 92        | Brésil          | 42 s 97       | 10 juillet 2004 |

### Records des championnats
| Date             | Épreuve                | Nouveau record | Nouveau record  | Ancien record      | Ancien record | Ancien record |
| ---------------- | ---------------------- | -------------- | --------------- | ------------------ | ------------- | ------------- |
| Date             | Épreuve                | Athlète        | Performance     | Athlète            | Performance   | Édition       |
| 29 août 2011     | Lancer du poids femmes | Valerie Adams  | 21,24 m (égalé) | Natalya Lisovskaya | 21,24 m       | 1987          |
| 3 septembre 2011 | 100 m haies            | Sally Pearson  | 12 s 28         | Ginka Zagorcheva   | 12 s 34       | 1987          |

## Dopage
Pour la première fois, la totalité des athlètes participants aux championnats font l'objet de prélèvements sanguins pour aboutir à un bilan sanguin par athlète, en plus de 500 contrôles urinaires lors des compétitions, de façon à établir des paramètres de base pour d'ultérieures vérifications. Ces contrôles seront effectués sur 2 000 athlètes, le passeport biologique qui en résulte est spécifique à la discipline pratiquée.
Avant la compétition, deux sprinteurs parmi les dix meilleurs de l'année sur 100 mètres et sélectionnés pour cette compétition, le Jamaïcain Steve Mullings (9 s 80) et l'Américain Mike Rodgers (9 s 85), sont contrôlés positifs, le premier au furosémide, produit masquant, et le second à un stimulant interdit. Les deux sprinteurs sont exclus de leurs sélections.
En septembre 2018, il est confirmé que Mariya Abakumova a été dopée lors de son titre du javelot et qu’elle perd en conséquence la médaille d’or et le record des championnats alors obtenu.

## Légende
Records et Performances
- AR : Record continental (area record)
- CR : Record des championnats (championship record)
- MR : Record du meeting (meet record)
- NR : Record national (national record)
- OR : Record olympique (olympic record)
- PR : Record paralympique (paralympic record)
- PB : Record personnel (personal best)
- SB : Meilleure performance personnelle de la saison (season's best)
- WL : Meilleure performance mondiale de l'année (world leader)
- WJR : Record du monde junior (world junior record)
- WR : Record du monde (world record)

Circonstances et Conditions
- DNF : N'a pas terminé (did not finish)
- DNS : N'a pas pris le départ (did not start)
- DQ : Disqualification (disqualification)
- NM : Aucun essai valable enregistré (No Mark)
- Q : Qualifié « directement » au prochain tour (ou à la prochaine compétition), lors d'une compétition majeure, grâce au classement ou à la réalisation des minima (automatic qualifier)
- q : Qualifié au prochain tour (ou à la prochaine compétition), lors d'une compétition majeure, grâce au repêchage ou à la réalisation de l'une des meilleures performances parmi celles des « non qualifiés directement » (grâce au meilleur temps ou à la meilleure distance par exemple) (secondary qualifier)